# Saskatchewan Hawks
I Saskatchewan Hawks sono stati una franchigia di pallacanestro della IBA, con sede a Saskatoon, nel Saskatchewan, attivi dal 1998 al 2002.
Nacquero a Mansfield nell'Ohio nel 1998 come Mansfield Hawks. Vinsero subito il campionato IBA, battendo in finale i Magic City Snowbears.
Si trasferirono a Saskatoon prima della stagione 1999-2000.
Nel 2002 si trasferirono alla riformata CBA per disputare il loro ultimo campionato.

## Stagioni
| Stagione | Lega | Denominazione      | V  | P  | %    | Piazzamento | Play-off               |
| -------- | ---- | ------------------ | -- | -- | ---- | ----------- | ---------------------- |
| 1998-99  | IBA  | Mansfield Hawks    | 26 | 8  | 76,5 | 1º          | Campioni               |
| 1999-00  | IBA  | Saskatchewan Hawks | 9  | 27 | 25,0 | 3º          | Semifinale di division |
| 2000-01  | IBA  | Saskatchewan Hawks | 21 | 19 | 52,4 | 3º          | Finale di division     |
| 2001-02  | CBA  | Saskatchewan Hawks | 8  | 32 | 20,0 | 4º          | -                      |